# Caoayan
Caoayan è una municipalità di quinta classe delle Filippine, situata nella provincia di Ilocos Sur, nella regione di Ilocos.
Caoayan è formata da 17 baranggay:
- Anonang Mayor
- Anonang Menor
- Baggoc
- Callaguip
- Caparacadan
- Don Alejandro Quirolgico (Pob.)
- Don Dimas Querubin (Pob.)
- Don Lorenzo Querubin (Pob.)
- Fuerte
- Manangat
- Naguilian
- Nansuagao
- Pandan
- Pantay-Quitiquit
- Pantay Tamurong
- Puro
- Villamar